# Postunternehmen
Postunternehmen (auch Postbehörde oder Postdienstleister) sind staatliche oder privatwirtschaftliche Unternehmen zur Beförderung und Zustellung von Briefen und Paketen. Vor der Einführung der automatisierten Bearbeitung Mitte der 1990er Jahre gehörte der Versand sowohl von Briefen als auch von Paketen organisatorisch zusammen. Dies lässt sich in der Struktur vieler staatlicher europäischer Postunternehmen noch ablesen.

## Überstaatliche Organisationen
Mit der Liberalisierung des Postmarktes haben sich neben den Organisationen der Regulierungsbehörden für das Postwesen auch Organisationen der Postunternehmen gebildet.

### Internationale Organisationen der Regulierungsbehörden
- Weltpostverein (Kürzel UPU; französisch: Union postale universelle; englisch: Universal Postal Union), Sonderorganisation der UNO.
- Conférence Européenne des Administrations des Postes et des Télécommunications (Kürzel CEPT)

### Internationale Organisationen der Postunternehmen
- International Post Corporation
- PostEurop

### Vereinte Nationen
Die Vereinten Nationen haben eine eigene Postverwaltung der Vereinten Nationen (United Nations Postal Administration – UNPA).
Diese ist – neben der Postverwaltung des Malteserordens – die einzige Organisation der Welt, die weder ein Land noch ein Gebiet ist und dennoch Postwertzeichen ausgibt. Außerdem ist sie die einzige Postbehörde, die Briefmarken in drei verschiedenen Währungen herausgibt, nämlich in US-Dollar, Schweizer Franken und Euro.
Die ersten UN-Briefmarken wurden 1951 ausgegeben, nachdem der Vorschlag hierzu bereits 1947 aus Argentinien kam.

## Liste von Postunternehmen weltweit

### Staat
| Staat                        | Staat                        | Postunternehmen                          |
| ---------------------------- | ---------------------------- | ---------------------------------------- |
| Afghanistan                  | Afghanistan                  | Afghan Post                              |
| Ägypten                      | Ägypten                      | Egypt Post                               |
| Albanien                     | Albanien                     | Posta Shqiptare                          |
| Algerien                     | Algerien                     | Algerie Poste                            |
| Angola                       | Angola                       | Correios de Angola                       |
| Antigua und Barbuda          | Antigua und Barbuda          | Antigua Post Office                      |
| Äquatorialguinea             | Äquatorialguinea             | GECOTEL                                  |
| Argentinien                  | Argentinien                  | Correo Argentino                         |
| Armenien                     | Armenien                     | Hay Post                                 |
| Aserbaidschan                | Aserbaidschan                | Azərpoçt                                 |
| Äthiopien                    | Äthiopien                    | Ethiopian Postal Service                 |
| Australien                   | Australien                   | Australia Post                           |
| Bahamas                      | Bahamas                      | Bahamas Postal Service                   |
| Bahrain                      | Bahrain                      | Bahrain Post                             |
| Bangladesch                  | Bangladesch                  | Bangladesh Post Office                   |
| Barbados                     | Barbados                     | Barbados Postal Service                  |
| Belarus                      | Belarus                      | Belpost                                  |
| Belgien                      | Belgien                      | bpost                                    |
| Belize                       | Belize                       | Belize Postal Service                    |
| Benin                        | Benin                        | La Poste du Bénin                        |
| Bhutan                       | Bhutan                       | Bhutan Post                              |
| Bolivien                     | Bolivien                     | ECOBOL                                   |
| Bosnien und Herzegowina      | Bosnien und Herzegowina      | BH Pošta                                 |
| Bosnien und Herzegowina      | Bosnien und Herzegowina      | Hrvatska pošta Mostar                    |
| Bosnien und Herzegowina      | Bosnien und Herzegowina      | Pošte Srpske                             |
| Botswana                     | Botswana                     | BotswanaPost                             |
| Brasilien                    | Brasilien                    | Correios do Brasil                       |
| Brunei                       | Brunei                       | Brunei Postal Services Department        |
| Bulgarien                    | Bulgarien                    | Bulgarian Posts                          |
| Chile                        | Chile                        | Correos                                  |
| Costa Rica                   | Costa Rica                   | Correos de Costa Rica                    |
| Königreich Dänemark          | Dänemark                     | Post Danmark                             |
| Königreich Dänemark          | Färöer-Inseln                | Posta                                    |
| Königreich Dänemark          | Grönland                     | Tusass                                   |
| Demokratische Republik Kongo | Demokratische Republik Kongo | SCPT                                     |
| Deutschland                  | Deutschland                  | Deutsche Post                            |
| Dominica                     | Dominica                     | General Post Office                      |
| Dominikanische Republik      | Dominikanische Republik      | INPOSDOM                                 |
| Dschibuti                    | Dschibuti                    | Djibouti Post                            |
| Ecuador                      | Ecuador                      | Correos del Ecuador                      |
| El Salvador                  | El Salvador                  | General Postal Directorate               |
| Elfenbeinküste               | Elfenbeinküste               | GECOTEL                                  |
| Eritrea                      | Eritrea                      | Eritrean Postal Service                  |
| Estland                      | Estland                      | Eesti Post                               |
| Eswatini                     | Eswatini                     | EPTC                                     |
| Fidschi                      | Fidschi                      | Post Fiji                                |
| Finnland                     |                              | Posti Group                              |
| Finnland                     | Åland-Inseln                 | Åland Post                               |
| Frankreich                   | Frankreich                   | La Poste                                 |
| Gabun                        | Gabun                        | Gabon Poste                              |
| Gambia                       | Gambia                       | Gambia Postal Services Corporation       |
| Georgien                     | Georgien                     | Georgian Post                            |
| Ghana                        | Ghana                        | Ghana Post                               |
| Grenada                      | Grenada                      | Grenada Postal Corporation               |
| Griechenland                 | Griechenland                 | Hellenic Post                            |
| Guatemala                    | Guatemala                    | El Correo                                |
| Guinea                       | Guinea                       | OPG                                      |
| Guinea-Bissau                | Guinea-Bissau                | Correios da Guiné-Bissau                 |
| Guyana                       | Guyana                       | Guyana Post Office Corporation           |
| Haiti                        | Haiti                        | Office des Postes d’Haiti                |
| Honduras                     | Honduras                     | Honducor                                 |
| Indien                       | Indien                       | India Post                               |
| Indonesien                   | Indonesien                   | Pos Indonesia                            |
| Irak                         | Irak                         | ITPC                                     |
| Iran                         | Iran                         | IRI Post Company                         |
| Irland                       | Irland                       | An Post                                  |
| Island                       | Island                       | Íslandspóstur                            |
| Israel                       | Israel                       | Israel Post                              |
| Italien                      | Italien                      | Poste Italiane                           |
| Jamaika                      | Jamaika                      | Postal Corporation of Jamaica            |
| Japan                        | Japan                        | Japan Post                               |
| Jemen                        | Jemen                        | Yemen Post                               |
| Jordanien                    | Jordanien                    | Jordan Post Company                      |
| Kambodscha                   | Kambodscha                   | Cambodian Post                           |
| Kamerun                      | Kamerun                      | CAMPOST                                  |
| Kanada                       | Kanada                       | Canada Post                              |
| Kap Verde                    | Kap Verde                    | Correios de Cabo Verde                   |
| Kasachstan                   | Kasachstan                   | Kazpost                                  |
| Katar                        | Katar                        | Qatar Post                               |
| Kenia                        | Kenia                        | Postal Corporation of Kenya              |
| Kirgisistan                  | Kirgisistan                  | Kyrgyz Express Post                      |
| Kiribati                     | Kiribati                     | Kiribati Postal Service                  |
| Kolumbien                    | Kolumbien                    | Servicios Postales Nacionales            |
| Komoren                      | Komoren                      | SNPSF                                    |
| Kosovo                       | Kosovo                       | Posta e Kosovës                          |
| Kroatien                     | Kroatien                     | Hrvatska pošta                           |
| Kuba                         | Kuba                         | Empresa de Correos de Cuba               |
| Kuwait                       | Kuwait                       | Kuwait Post                              |
| Lesotho                      | Lesotho                      | Lesotho Post                             |
| Lettland                     | Lettland                     | Latvijas Pasts                           |
| Libanon                      | Libanon                      | LibanPost                                |
| Liberia                      | Liberia                      | Ministry of Posts and Telecommunications |
| Libyen                       | Libyen                       | GPTC                                     |
| Liechtenstein                | Liechtenstein                | Liechtensteinische Post                  |
| Litauen                      | Litauen                      | Lietuvos paštas                          |
| Luxemburg                    | Luxemburg                    | Post Luxembourg                          |
| Madagaskar                   | Madagaskar                   | Paositra Malagasy                        |

| Staat                          | Staat                          | Postunternehmen                            |
| ------------------------------ | ------------------------------ | ------------------------------------------ |
| Malawi                         | Malawi                         | MPC                                        |
| Malaysia                       | Malaysia                       | POS Malaysia                               |
| Malediven                      | Malediven                      | Maldives Post                              |
| Mali                           | Mali                           | La Poste du Mali                           |
| Malta                          | Malta                          | Malta Post                                 |
| Marokko                        | Marokko                        | Poste Maroc                                |
| Mauretanien                    | Mauretanien                    | La Société Mauritanienne des Postes        |
| Mauritius                      | Mauritius                      | Mauritius Post                             |
| Mexiko                         | Mexiko                         | Correos de México                          |
| Moldau                         | Moldau                         | Poşta Moldovei                             |
| Monaco.                        | Monaco.                        | Postal Monaco                              |
| Mongolei                       | Mongolei                       | Mongol Post                                |
| Montenegro                     | Montenegro                     | Pošta Crne Gore                            |
| Mosambik                       | Mosambik                       | Correios de Moçambique                     |
| Namibia                        | Namibia                        | Namibia Post                               |
| Nepal                          | Nepal                          | Nepal Post                                 |
| Neuseeland                     | Neuseeland                     | New Zealand Post                           |
| Nicaragua                      | Nicaragua                      | Correos de Nicaragua                       |
| Königreich der Niederlande     | Aruba                          | Post Aruba                                 |
| Königreich der Niederlande     | Curaçao                        | Cpost International                        |
| Königreich der Niederlande     | Niederlande                    | PostNL                                     |
| Königreich der Niederlande     | Karibische Niederlande         | FXDC Post                                  |
| Königreich der Niederlande     | Sint Maarten                   | Postal Services St. Maarten                |
| Nigeria                        | Nigeria                        | Nigerian Postal Service                    |
| Niger                          | Niger                          | Niger Poste                                |
| Nordkorea                      | Nordkorea                      | KPTC                                       |
| Nordmazedonien                 | Nordmazedonien                 | Makedonska Pošta                           |
| Norwegen                       | Norwegen                       | Posten Bring                               |
| Oman                           | Oman                           | Oman Post                                  |
| Österreich                     | Österreich                     | Österreichische Post AG                    |
| Osttimor                       | Osttimor                       | Correios de Timor-Leste                    |
| Pakistan                       | Pakistan                       | Pakistan Post                              |
| Panama                         | Panama                         | Correos de Panamá                          |
| Papua-Neuguinea                | Papua-Neuguinea                | Post PNG                                   |
| Paraguay                       | Paraguay                       | Correo Nacional Paraguayo                  |
| Peru                           | Peru                           | Serpost                                    |
| Philippinen                    | Philippinen                    | Philpost                                   |
| Polen                          | Polen                          | Poczta Polska                              |
| Portugal                       | Portugal                       | CTT Correios                               |
| Republik Kongo                 | Republik Kongo                 | SOPECO                                     |
| Ruanda                         | Ruanda                         | Iposita Rwanda                             |
| Rumänien                       | Rumänien                       | Poșta Română                               |
| Russland                       | Russland                       | Potschta Rossii                            |
| St. Kitts und Nevis            | St. Kitts und Nevis            | St. Kitts & Nevis Postal Services          |
| St. Lucia                      | St. Lucia                      | Saint Lucia Postal Service                 |
| St. Vincent und die Grenadinen | St. Vincent und die Grenadinen | SVG Postal Corporation                     |
| Salomonen                      | Salomonen                      | Solomon Post                               |
| Sambia                         | Sambia                         | ZamPost                                    |
| Samoa                          | Samoa                          | Samoa Post                                 |
| San Marino                     | San Marino                     | Poste San Marino                           |
| São Tomé und Príncipe          | São Tomé und Príncipe          | Correios de São Tomé e Príncipe            |
| Saudi-Arabien                  | Saudi-Arabien                  | Saudi Post                                 |
| Schweden                       | Schweden                       | PostNord Sverige                           |
| Schweiz                        | Schweiz                        | Die Schweizerische Post                    |
| Senegal                        | Senegal                        | La Poste Senegal                           |
| Serbien                        | Serbien                        | Pošta Srbije                               |
| Seychellen                     | Seychellen                     | Seychelles Postal Service                  |
| Sierra Leone                   | Sierra Leone                   | Sierra Leone Postal Services               |
| Simbabwe                       | Simbabwe                       | ZimPost                                    |
| Singapur                       | Singapur                       | Singapore Post                             |
| Slowakei                       | Slowakei                       | Slovenská pošta                            |
| Slowenien                      | Slowenien                      | Pošta Slovenije                            |
| Somalia                        | Somalia                        | Somali Postal Service                      |
| Spanien                        | Spanien                        | Correos                                    |
| Sri Lanka                      | Sri Lanka                      | Sri Lanka Post                             |
| Südafrika                      | Südafrika                      | South African Post Office                  |
| Südkorea                       | Südkorea                       | Korea Post                                 |
| Sudan                          | Sudan                          | Sudapost                                   |
| Suriname                       | Suriname                       | Surpost                                    |
| Syrien                         | Syrien                         | Syrian Post                                |
| Tansania                       | Tansania                       | Tanzania Posts Corporation                 |
| Taiwan                         | Taiwan                         | Chunghwa Post                              |
| Thailand                       | Thailand                       | Thailand Post                              |
| Togo                           | Togo                           | La Poste du Togo                           |
| Tonga                          | Tonga                          | Tonga Post                                 |
| Trinidad und Tobago            | Trinidad und Tobago            | TTPost                                     |
| Tschad                         | Tschad                         | STPE                                       |
| Tschechien                     | Tschechien                     | Česká pošta                                |
| Tunesien                       | Tunesien                       | La Poste Tunisienne                        |
| Türkei                         | Türkei                         | Posta ve Telgraf Teskilati Genel Müdürlügü |
| Turkmenistan                   | Turkmenistan                   | Turkmenpochta                              |
| Uganda                         | Uganda                         | Posta Uganda                               |
| Ukraine                        | Ukraine                        | Ukrposhta                                  |
| Ungarn                         | Ungarn                         | Magyar Posta                               |
| Uruguay                        | Uruguay                        | Correo Uruguayo                            |
| Usbekistan                     | Usbekistan                     | O`zbekiston pochtasi                       |
| Vanuatu                        | Vanuatu                        | Vanuatu Post                               |
| Vatikanstadt                   | Vatikanstadt                   | Vatikanische Post                          |
| Venezuela                      | Venezuela                      | IPOSTEL                                    |
| Vereinigte Arabische Emirate   | Vereinigte Arabische Emirate   | Empost                                     |
| Vereinigtes Königreich         | Vereinigtes Königreich         | Royal Mail                                 |
| Vereinigte Staaten             | Vereinigte Staaten             | United States Postal Service               |
| Vietnam                        | Vietnam                        | Vietnam Post Corporation                   |
| Volksrepublik China            |                                | China Post                                 |
| Volksrepublik China            | Hongkong                       | Hongkong Post                              |
| Zentralafrikanische Republik   | Zentralafrikanische Republik   | La Poste centrafricaine                    |
| Zypern                         | Zypern                         | Cyprus Postal Services                     |

### Kronbesitzung oder Überseegebiet
| Kronbesitzung oder Überseegebiet           | Kronbesitzung oder Überseegebiet          | Postunternehmen                |
| ------------------------------------------ | ----------------------------------------- | ------------------------------ |
| Anguilla                                   | Anguilla                                  | Anguilla Post Office           |
| Bermuda                                    | Bermuda                                   | Bermuda Post Office            |
| Britische Jungferninseln                   | Britische Jungferninseln                  | BVI Post                       |
| Britisches Territorium im Indischen Ozean  | Britisches Territorium im Indischen Ozean | BIOT Post Office               |
| Cayman Islands                             | Cayman Islands                            | Cayman Islands Postal Service  |
| Falklandinseln                             | Falklandinseln                            | Falklands Post Service         |
| Gibraltar                                  | Gibraltar                                 | Royal Gibraltar Post Office    |
| Guernsey                                   | Guernsey                                  | Guernsey Post                  |
| Isle of Man                                | Isle of Man                               | Isle of Man Post Office        |
| Jersey                                     | Jersey                                    | Jersey Post                    |
| Montserrat                                 | Montserrat                                | Montserrat General Post Office |
| Pitcairninseln                             | Pitcairninseln                            | Pitcairn Post Office           |
| St. Helena, Ascension und Tristan da Cunha |                                           |                                |
| Ascension                                  | Ascension Post Office                     |                                |
| St. Helena                                 | Saint Helena Post Office                  |                                |
| Tristan da Cunha                           | Tristan da Cunha Post Office              |                                |
| Turks- und Caicosinseln                    | Turks- und Caicosinseln                   | Turks and Caicos Post Office   |

## Deutschland
In der Bundesrepublik Deutschland gab es bis 1995 ein Postmonopol der Deutschen Bundespost. Das Monopol umfasste die Versendung von Briefen und die Telekommunikation. Durch die Postreform ist die staatliche Behörde in drei privatwirtschaftliche Aktiengesellschaften umgewandelt worden: Deutsche Post AG, Deutsche Postbank AG und Deutsche Telekom AG. Das Monopol für die Telekommunikation ist aufgehoben, für den Paketversand gab es kein Monopol und das Briefmonopol sollte 2002 aufgehoben werden. Es wurde um weitere 5 Jahre verlängert und bis zum 31. Dezember 2007 schrittweise abgebaut; seit dem 1. Januar 2008 ist der deutsche Briefmarkt gesetzlich liberalisiert. Seit Mitte der 2000er Jahre gibt es zunehmend private Postdienstleister auf dem deutschen Briefmarkt, der ein jährliches Volumen von 10 Mrd. Euro umfasst. Meist sind dies Zeitungsverlage, die über logistische Erfahrungen als (Zeitungs-)Zusteller verfügen. Diese Postdienstleister benötigen eine Lizenz der Bundesnetzagentur. Sie sind in Fachverbänden organisiert und streben eine bundesweite flächendeckende Briefzustellung an.

### Ehemalige staatliche Postunternehmen in Deutschland
(DDR und Bundesrepublik Deutschland):
- Deutsche Post (unter alliierter Besatzung)
- Deutsche Post der DDR
- Deutsche Bundespost
  - Deutsche Bundespost Postdienst
  - Deutsche Bundespost Berlin (nur Bezeichnung auf Briefmarken zwischen 1955 und 1990)

### Überregionale Postunternehmen
| Name             | Bemerkung |
| ---------------- | --- |
| Citipost GmbH    | Bundesweite Zustellung von Briefpost |
| Compador         | Postdienstleister mit bundesweiter Ausrichtung und ein Beteiligungsunternehmen der Deutschen Post AG                                                           |
| Deutsche Post AG | (Rechtsnachfolgerin der Deutschen Bundespost bzw. Deutschen Bundespost Postdienst) Briefpost                                                                   |
| DHL              | Tochter der Deutschen Post AG für Paketpost und Eilzustellung von Briefen                                                                                      |
| Postcon          | Briefdienstleister für Geschäftspost in Deutschland, bis 2019 Tochterunternehmen der Niederländischen PostNL, wurde dann an Quantum Capital Partners verkauft. |

#### Ehemalige überregionale Postunternehmen
- Bauer Postal Network: Unternehmensbereich der Bauer Media Group; deutschlandweite Zustellung von adressierter Presse- und Infopost
- Citykurier: Bundesweite Zustellung von Briefpost und Paketen; gab eigene Briefmarken heraus
- Morgenpost Briefservice GmbH: Bundesweite Zustellung von Briefpost; weltweite Zustellung per Luftpost; gab eigene Briefmarken heraus

### Regionale Postunternehmen (Auswahl)
| Name                                     | Bemerkung |
| ---------------------------------------- | --- |
| biber post                               | Bundesweite Zustellung |
| Main-PostLogistik                        | Stamm-Zustellgebiet ist Unterfranken, Tauberfranken und Oberfranken. Es werden auch bedient die Leitregion 97, mit den Bereich der Postleitzahlen 637.. bis 639.. und 747.., weite Teile der Leitregionen 95 und 96 sowie Teile der Leitregion 91. |
| PIN Mail                                 | Berliner Postunternehmen |
| xendis                                   | entstanden aus Postcon NRW (Liquidation am 9. Februar 2022) und xendis Versandlogistik (Liquidation am 12. Januar 2023) |
| PostModern Dresden – Media Logistik GmbH | Eigene Annahme und Zustellung in den PLZ-Regionen 01 und 02, über Partner Zustellung in ganz Deutschland; gibt eigene Briefmarken heraus |
| Saarriva                                 | Der Versand mit Briefmarken für Privatkunden wurde eingestellt. Saarriva arbeitet nun ausschließlich als Konsolidierer für Geschäftskunden, deren Briefe mit einem Barcode vorfrankiert sind. Diese werden auf Wunsch abgeholt oder über die verbleibenden eigenen blauen Briefkästen eingeliefert (Leerung Montag bis Freitag). Die direkte Zustellung in der eigenen Leitregion wurde beendet – Saarriva frankiert alle Briefe für den Versand mit der Deutschen Post AG (national und international). Praktischerweise befindet sich das zuständige BZ66 Saarbrücken nur wenige Meter vom Sitz der Saarriva entfernt. |
| Südmail                                  | Tochterunternehmen der Schwäbische Verlag GmbH & Co. KG Drexler, Gessler / PLZ-Regionen 01–09, 14–19, 21–25, 29–39, 41–53, 57–61, 63–83, 85–93, 95–99 |

Die Bundesnetzagentur veröffentlicht als deutsche Postregulierungsbehörde auf ihrer Homepage Listen der Unternehmen mit Postlizenzen. Weitere Informationen sind ebenfalls auf den Homepages der Anbieter ersichtlich.

### Zusammenschlüsse von regionalen privaten deutschen Postunternehmen
- Mailworxs
- P2 Die Zweite Post

### Ehemalige Zusammenschlüsse von regionalen privaten deutschen Postunternehmen
- PIN Group

### Fachverbände
- Arbeitgeberverband Postdienste
- Bundesverband der Kurier-Express-Postdienste (BdKEP) in Hamburg
- Bundesverband Deutscher Postdienstleister (BvPD) in Bonn
- Deutscher Verband für Post, Informationstechnologie und Telekommunikation (DVPT) in Offenbach (Verbraucherverband)
- Bundesverband Paket und Expresslogistik (BIEK) in Berlin
- Bundesverband Briefdienste (BBD)

## Österreich

### Ehemalige Postunternehmen
- Österreichische Post- und Telegraphenverwaltung
- Post und Telekom Austria
- Redmail – Das Unternehmen besteht noch als regionaler Zeitungs- und Werbeverteildienst; Die Tagespostzustellung wurde im Jahr 2010 eingestellt.

### Aktuelle Postunternehmen
- Österreichische Post AG

Die Rundfunk- und Telekom Regulierungs-GmbH veröffentlicht eine Liste der registrierten Postdienstleister.

## Schweiz
- Die Schweizerische Post
- Quickmail Planzer AG

Die Postkommission (PostCom) – eine fachlich unabhängige Behörde im Eidgenössischen Departement für Umwelt, Verkehr, Energie und Kommunikation (UVEK), führt auf ihrer Homepage eine Liste der meldepflichtigen Postunternehmen in der Schweiz.

## Internationale Unternehmen
- DHL
- FedEx
- General Logistics Systems (GLS)
- TNT Express
- UPS